# Barrage de Çubuk II
Pour les articles homonymes, voir Barrage de Çubuk.
Le barrage de Cubuk II est un barrage situé en Turquie. Il est sur la rivière de Çubuk (Çubuk Çayı) en amont du barrage de Çubuk I qui est proche d'Ankara. La rivière est une branche de la rivière d'Ankara qui prend ce nom en aval de la ville d'Ankara.

## Sources
- (en) www.dsi.gov.tr/tricold/cubuk2.htm Site de l'agence gouvernementale turque des travaux hydrauliques